# La Chapelle-Blanche-Saint-Martin
La Chapelle-Blanche-Saint-Martin is een gemeente in het Franse departement Indre-et-Loire (regio Centre-Val de Loire) en telt 560 inwoners (2004). De plaats maakt deel uit van het arrondissement Loches.

## Geografie
De oppervlakte van La Chapelle-Blanche-Saint-Martin bedraagt 28,8 km², de bevolkingsdichtheid is 19,4 inwoners per km².
De onderstaande kaart toont de ligging van La Chapelle-Blanche-Saint-Martin met de belangrijkste infrastructuur en aangrenzende gemeenten.

## Demografie
Onderstaande figuur toont het verloop van het inwonertal (bron: INSEE-tellingen).